# 性別の割り当て
性別の割り当て（せいべつのわりあて）は、出生時に行われる新生児の出生証明書などに記入される性別の決定のことを指す。性別の決定（せいべつのけってい）、性別の判定（せいべつのはんてい）などとも呼ばれる。

## 概要
性別の割り当ては、ほとんどの場合、親類、助産師、看護師、医師などによる新生児の外性器の視認で、性別二元論に基づき決定される。出生前検査にて性別が割り当てられることもある。
多くの場合、外性器や内性器など、性別を示唆する新生児の様々な身体的特徴は一致していると仮定され、外性器に基づき出生時に性別が割り当てられる。外性器のような容易に確認できる身体的な特徴（表現型）が性染色体の核型（XXもしくはXY）と典型的な一致を示す場合が多いことから、新生児の性別の割り当ては、単純な確認作業だと認識される。しかし、外性器などが非典型的な特徴を持つ場合や、出生時には典型的に見える特徴があっても、後に非典型的な成長（性分化）を行う場合もあり、親類や医師の判断で新生児にとって最善と思われる性別が割り当てられる。外性器の特徴などが非典型的である場合、生殖腺や染色体など、身体的、遺伝的特徴などを複合的に加味した上で養育上の性別が割り当てられることが多い。
日本においては、出生後14日以内（国外で出生した場合は3ヶ月以内）に出生届を子の出生地・本籍地又は届出人の所在地の市役所、区役所又は町村役場に提出しなければならず、添付の出生証明書に男・女のいずれかの性別の記載が医師や助産師の判断のもと行われる（後述）。

## 体の性の様々な発達
身体的な性の特徴の発達（性分化）はX染色体とY染色体と呼ばれる性染色体の組み合わせのみならず、その他の染色体に位置する遺伝子やそれら遺伝子の表現度が関わっていることが分かっている。すなわち、〈女性〉〈男性〉として割り当てられた中には、それぞれに様々な身体的な性の特徴を持つ人が存在する。そのさまざまな身体の表現型には、いわゆる「典型的」とされる男性もしくは女性の特徴に完全に当てはまらない状態が見られることがある。また、外性器、生殖腺、性染色体、性ホルモンなどが、一見「典型的」に見えても、それぞれ示唆する性別が一致しない場合も見られる。
何をもって「典型的」な身体特徴とするかによって定義が変動するものの、このように身体の性の発達が「非典型的」とされる人は、狭義では0.018%、広義では1.7%ほど存在するとされる。外性器の形状や大きさがいわゆる「典型的」な女性か男性のものと一致しない新生児は0.02%から0.05%いると報告されている。このような性分化に起因する「非典型的」な身体的状態は、包括的にDSDs（体の性の様々な発達）、性分化疾患やインターセックスなどと称されるが、実際には約60種類以上に及ぶ個別の状態のことを指す。DSDsに相当する状態であっても、性別二元論に基づく割り当てに必ずしも問題が生じるわけではなく、多くの場合はガイドラインを用いて男性か女性に割り当てられる。また、身体的な特徴が「典型的」とされる人（DSDsでない人）の間でも実際には多様な性分化がある。
生まれた時やその後の性の発達が「非典型的」である（DSDsを持っている）ことと、性別違和を感じること（後述）に直接的な関係は存在しない。
また、生まれた時には「典型的」な身体的特徴を持つとされ、明確に性別が割り当てられた人でも、思春期や成年後に原発性無月経や染色体検査により、「非典型的な」染色体（女性がXY染色体や男性がXX染色体）を保持していることが判明する場合もある。染色体検査を受けることは一般的でなく、非常に個人的な事象であるため、公的に知られる事象はスポーツにおける性別確認で発覚する件であることが多い。スポーツにおける性別確認は女性のみを対象として行われることが多く、差別的であるとの指摘がある。1964年東京オリンピックの金メダリストでもあるポーランドの陸上選手エワ・クロブコフスカが、1967年に不適切な検査の結果を根拠に出場停止処分を受けたことが知られている。1990年にクロブコフスカは遺伝的モザイクであり、出場停止には相当しないということが判明した。
生物学者の中には、人間の身体的な性別（sex）は男性と女性の明確な二元的であるという考え（=性別二元制）がそもそも生物学的に誤りで、実際には全ての人の性別はスペクトルの上に存在するという主張も存在する。ネイチャー誌に記載された記事では、典型的に男性と認識される特徴と典型的に女性と認識される特徴の間には、連続的な特徴が存在していると示された。

## 性別の判断が困難な場合の対応

### 社会的性の決定と登録
性分化疾患を有する新生児を持った親に対しては、疾患に対する十分な理解が得られるような情報の提供と心理的ケアが必要とされる。新生児が非典型的な性の特徴を持つ場合や、事故などで新生児の外性器が損傷している場合、男女二元論を用いた性別の割り当てが困難な場合もあるが、多くの国では男女のいずれかに法において決定しなければならない。日本小児内分泌学会性分化委員会と厚生労働省により発表された「性分化疾患初期対応の手引き」によると、日本では性別決定が困難な場合は、後日性別が決定したときに「追完」する旨を追記した上で、名前と性別欄（父母との続柄欄）が空白（保留）の状態で出生届が受理される:31-34。現在は、様々な性分化疾患(DSDs)を診断するためには、身体所見、主要臨床検査成績、内分泌検査、CTやMRIなどの画像診断、腹腔鏡および性腺生検、染色体検査、分子遺伝学的検査などを用いて、養育上の性を医学的に決定するとされている。
ドイツでは2018年から、新生児の性別を「他」を意味する「divers」として登録できる法律が制定された。他にも、ニュージーランドやオーストリアなどで、出生届において未確定や第三の性を選択することができる:31-34。出生時に男女以外の選択肢として登録されたインターセックス児童は、ジェンダー・アイデンティティが発達した際に男性、女性、もしくはその他の性を選択することとなる。これは不確かな特徴をもとに、出生時に性別が割り当てられ、将来の性同一性との不一致が生じることを防ぐ目的もある。
公的書類などにおける男女二分法について、医療社会学者の家永登は「男女の性別は事案ごとに相対的に決定すれば足りるものであり、全生活関係について全面的かつ一律にその人を『男』か『女』かに区別することが必要な場面は、実はそれほど多くない」とした:31-34。

### 新生児に対する医療的措置に関する問題
性特徴が非典型的な新生児に対し、割り当てられた性別の典型的な特徴に沿うような医療的介入が歴史的に行われており、重大な人権侵害として認識されている。緊急性や医療的必要性のない場合でも、医師と両親、場合によっては医師のみの判断で新生児の外性器の形成や内性器の摘出、性ホルモンを用いたホルモン療法を行われる場合がある。特に、新生児は性別割り当て手術やホルモン治療に合意をする事ができないことや、実際に行われた手術の結果、長期的な後遺症が生じたりすることなどが批判の対象とされる。ただし、新生児の性分化の状態によっては緊急の医療的な措置が必要な場合もあり、明確な区別を必要となる。
2011年には、出生時に男性と割り当てられた先天性副腎過形成症をもつドイツ人女性、クリスティアン・フォーリングが、18歳の時に合意や説明がされないまま子宮と卵管を摘出されたとして損害賠償を求めた裁判を起こし、同様の件では世界で初めて勝訴した。2015年には欧州評議会は、身体の非典型的な特徴を持つ人に対する合意のない性別割り当て手術は人権の侵害だとし、インターセックスとも呼ばれる身体的特徴の多様性を一律に病理化することを問題とした。2015年の4月には、マルタが世界で初めて、身体的インテグリティと身体的自主性を理由に合意のない性的特徴の変更を違法とした。この法律は関係当事者団体から好意的に受け止められている。

## 性同一性との関連
出生時の性別の割り当ては、新生児の身体的な特徴によって示唆される性別、その子供が思春期に経験する第二次性徴によって示唆される性別、そして将来本人が認識する性同一性（ジェンダー・アイデンティティ）が全て一致するという潜在的な推定のもと行われてきた。しかし、実際には約1%の人において、出生時に割り当てられた性別と性同一性が一致しないことが報告されており、そういった人をトランスジェンダーの人と呼ぶ。それに対して、出生時に割り当てられた性別と性同一性が一致する人をシスジェンダーの人と呼ぶ。
前述のDSDs（インターセックス）を持つ人においても、同様にトランスジェンダーの人は存在するが、DSDsとトランスジェンダーは異なる概念である。2023年の研究によれば、612人中9人（1.5%）のトランスマスキュリンと、215人中4人（1.9%）のトランスフェミニンの人がインターセックスであると診断された。また、インターセックスの人々の約8.5～20%が性別違和を経験しているという研究もあり、「Intersex Human Rights Australia」の2015年の調査によればインターセックスの回答者の4分の1は、「女性や男性」以外の性同一性であると答えた。
トランスジェンダーの人が出生時に割り当てられた戸籍上の性別を変更するための法整備が多くの国で進む中、いまだに制度的な障害や構造的な差別が根強く存在することが指摘されている。